# 雷明登878半自動霰彈槍
雷明登878（英語：Remington Model 878）；又稱：878A自動好手，英語：）是一款由美国槍械製造商雷明登武器公司在20世紀中期所研製和生產的半自動霰彈槍，該槍為雷明登的氣動式霰彈槍，並且與相關的雷明登58以及後座作用型號雷明登11-48一起銷售。從1959年生產到1963年停產，並有著發射23⁄4英吋12號、16號、20號等霰彈藥筒的衍生型，直到它被雷明登1100取代。

## 設計
與當代的雷明登11-48相比以下，雷明登58有多項設計缺陷，而兩者共享眾多設計特徵和部件。而比起雷明登58，878導入了改進的“自我調節”導氣系統，儘管它的操作方式仍然相似。另一個變化是槍機機框和槍栓系統，與現代的雷明登870非常相似，因此名稱（編號）相近。
雖然有所改進，但雷明登選擇儘快退下雷明登58和878兩者，轉而選擇更新穎、更優雅的設計。由此產生出來的雷明登1100隨即取代了雷明登58和雷明登878，並且由於已證明了其非常成功而很快也取代了11-48型，並且在其推出後的50多年、直到2014年仍然繼續生產。雷明登58的槍管可與雷明登878的槍管互換。
年來，雷明登878，特別是當中的878A的收藏價值一直在上升。由於產量較低，以及作為基礎的雷明登870設計的持續成功，雷明登878仍然是有著堅定的現場表現的款式。